# Primeiro estado
Na monarquia tanto em França até à Revolução Francesa como na restante Europa, nomeadamente no Reino de Portugal o termo Primeiro Estado (fr. premier état) indicava o clero; o Segundo Estado estava a nobreza; e os artesões,burgueses e o povo o Terceiro Estado.
Desses termos veio o nome medieval da assembleia nacional francesa: o Estados Gerais (fr. Etats Généraux), análogo às antigas Cortes Gerais no Reino de Portugal e o parlamento holandês 
Dentre os membros do Primeiro Estado estavam:
- Alto clero, que reunia bispos, abades, cônegos, e prelados eclesiásticos.